# Химено-и-Кабаньяс, Амалио
Ама́лио Химе́но-и-Каба́ньяс (исп. Amalio Gimeno y Cabañas; 13 мая 1852, Картахена — 13 сентября 1936, Мадрид) — испанский врач, учёный, политик. Министр образования (1906—1907), министр флота (1912—1913), министр иностранных дел (1916—1917), министр внутренних дел (1918—1919) и министр общественных работ (1919—1920) в правительстве Испании при короле Альфонсе XIII.

## Биография
После изучения медицины в Университете Мадрида продолжил обучение на кафедре патологии в Университете Сантьяго-де-Компостела в 1875 году и терапии в Университете Валенсии в 1877 году. Завершив образование в 1888 году переехал в Мадрид, где поступил на работу на кафедру частной и общественной гигиены в Университете Мадрида, а в 1891 году перевёлся на кафедру патологии.
Сыграл важную роль в подавлении эпидемии холеры, поразившей Испанию в 1885 году, проведя массовую вакцинацию населения.
В 1894 году был назначен директором Национального института бактериологии и гигиены. В 1898 году стал членом Королевского совета здравоохранения. В 1915 году назначен президентом Института школьной гигиены, а в 1927 году — главой Королевского совета по здравоохранению.
Амалио Химено-и-Кабаньяс был президентом Королевской академии медицины, членом Королевской испанской академии, Королевской академии наук и Академии художеств.
Среди его научное наследие включает «Трактат по элементарной терапии» («Tratado elemental de terapéutica», 1877), «Трактат по общей патологии» («Tratado de patología general», 1885—1886) и «Профилактические прививки против азиатской холеры» («La inoculación preventiva contra el cólera morbo asiático»).
Свою политическую карьеру он начал со вступления в Либеральную партию начал в 1886 году, получив место заместителя после выборов в избирательном округе Валенсии, а в 1893 году прошёл в Сенат Испании, как представитель Университета Валенсии.
Начиная с 1906 года и по 1920 год Амалио Химено-и-Кабаньяс возглавлял различные министерства в правительствах Домингеса, Каналехаса, Романонеса, Прието и Альендесалазара. В 1910 году король Альфонс XII наградил его Большим Крестом Государственного Ордена. В 1913 году он был награждён Большим Крестом ордена за Морские заслуги.
После выхода на пенсию в 1920 году был оставлен штатным профессором медицинском факультета Университета Мадрида с присвоением ему титула потомственного графа де Химено.
В 1923 году он выступал в качестве представителя Испании на IV Ассамблее Лиги Наций, состоявшейся в Женеве 3 сентября.